# Princeton (band)
 For alternative betydninger, se Princeton. (Se også artikler, som begynder med Princeton)
Princeton er et amerikansk indiepopband fra Los Angeles, Californien. Bandet består af tvillingebrødrene Jesse (elguitar, voakl) og Matt Kivel (bas, vokal), Ben Usen (keyboard) og David Kitz (trommer). Gruppen har er blevet anerkendt for deres liveoptrædener, hvor de ofte spiller support for større grupper som bl.a. Vampire Weekend, The Ruby Suns og Ra Ra Riot, samt for deres egne koncerter.

## Diskografi
- Cocoon of Love (2009)
- Remembrance of Things to Come (2012)